# Malíkovice
Malíkovice (hovorově Malkovice) jsou obec v okrese Kladno ve Středočeském kraji. Leží zhruba osm kilometrů západně od Slaného. Žije v ní 387 obyvatel. Součástí obce jsou i vesnice Čanovice a Hvězda.

## Historie
První písemná zmínka o vsi pochází z roku 1349.

## Obyvatelstvo
| Rok            | 1869 | 1880 | 1890 | 1900 | 1910 | 1921 | 1930 | 1950 | 1961 | 1970 | 1980 | 1991 | 2001 | 2011 | 2021 |
| -------------- | ---- | ---- | ---- | ---- | ---- | ---- | ---- | ---- | ---- | ---- | ---- | ---- | ---- | ---- | ---- |
| Počet obyvatel | 600  | 639  | 594  | 615  | 690  | 734  | 712  | 550  | 516  | 493  | 421  | 339  | 332  | 367  | 369  |
| Počet domů     | 81   | 96   | 104  | 106  | 106  | 115  | 149  | 162  | 150  | 156  | 133  | 165  | 161  | 164  | 170  |

## Obecní správa

### Části obce
- Čanovice
- Hvězda
- Malíkovice

### Územněsprávní začlenění
Dějiny územněsprávního začleňování zahrnují období od roku 1850 do současnosti. V chronologickém přehledu je uvedena územně administrativní příslušnost obce v roce, kdy ke změně došlo:
- 1850 země česká, kraj Praha, politický okres Rakovník, soudní okres Nové Strašecí[6]
- 1855 země česká, kraj Praha, soudní okres Nové Strašecí[6]
- 1868 země česká, politický okres Slaný, soudní okres Nové Strašecí[6]
- 1937 země česká, politický okres Slaný expozitura Nové Strašecí, soudní okres Nové Strašecí[7]
- 1939 země česká, Oberlandrat Kladno, politický okres Slaný expozitura Nové Strašecí, soudní okres Nové Strašecí[8]
- 1942 země česká, Oberlandrat Praha, politický okres Slaný expozitura Nové Strašecí, soudní okres Nové Strašecí[9]
- 1945 země česká, správní okres Slaný expozitura Nové Strašecí, soudní okres Nové Strašecí[10]
- 1949 Pražský kraj, okres Nové Strašecí[11]
- 1960 Středočeský kraj, okres Kladno[12]

### Obecní symboly
Dne 25. dubna 2018 bylo schváleno usnesením výboru pro vědu, vzdělání, kulturu, mládež a tělovýchovu udělení znaku a vlajky obce. Znak a vlajka byly obci uděleny rozhodnutím předsedy Poslanecké sněmovny Parlamentu České republiky dne 3. května 2018.

## Společnost

### Rok 1932
V obci Malíkovice (přísl. Čanovice, Hvězda, 800 obyvatel, katol. kostel) byly v roce 1932 evidovány tyto živnosti a obchody: cihelna, obchod s cukrovinkami, družstvo pro rozvod elektrické energie v Malíkovicích, holič, 5 hostinců, konsum Potravní jednota, kovář, 2 krejčí, lakýrník, výčep lihovin, 2 obuvníci, 2 obchody s peřím, 2 rolníci, 7 obchodů se smíšeným zbožím, spořitelní a záložní spolek pro Drnek a okolí, 3 trafiky, truhlář, obchod s velocipedy.

## Doprava
- Silniční doprava – Středem obce prochází silnice III. třídy. Místní část Hvězdu protíná silnice I/16 v úseku Řevničov - Slaný.

- Železniční doprava – Železniční trať ani stanice na území města nejsou. Nejblíže obci je železniční stanice Slaný ve vzdálenosti 7 km ležící na trati 110 z Kralup nad Vltavou do Loun.

- Autobusová doprava – V obci zastavovaly v pracovních dnech září 2011 autobusové linky Slaný-Malíkovice-Kladno (2 spoje tam, 3 spoje zpět), Slaný-Mšec-Řevničov (7 spojů tam, 6 spojů zpět) a Slaný-Malíkovice-Nové Strašecí (6 spojů tam i zpět) (dopravce ČSAD Slaný, a.s.).[16]

## Pamětihodnosti

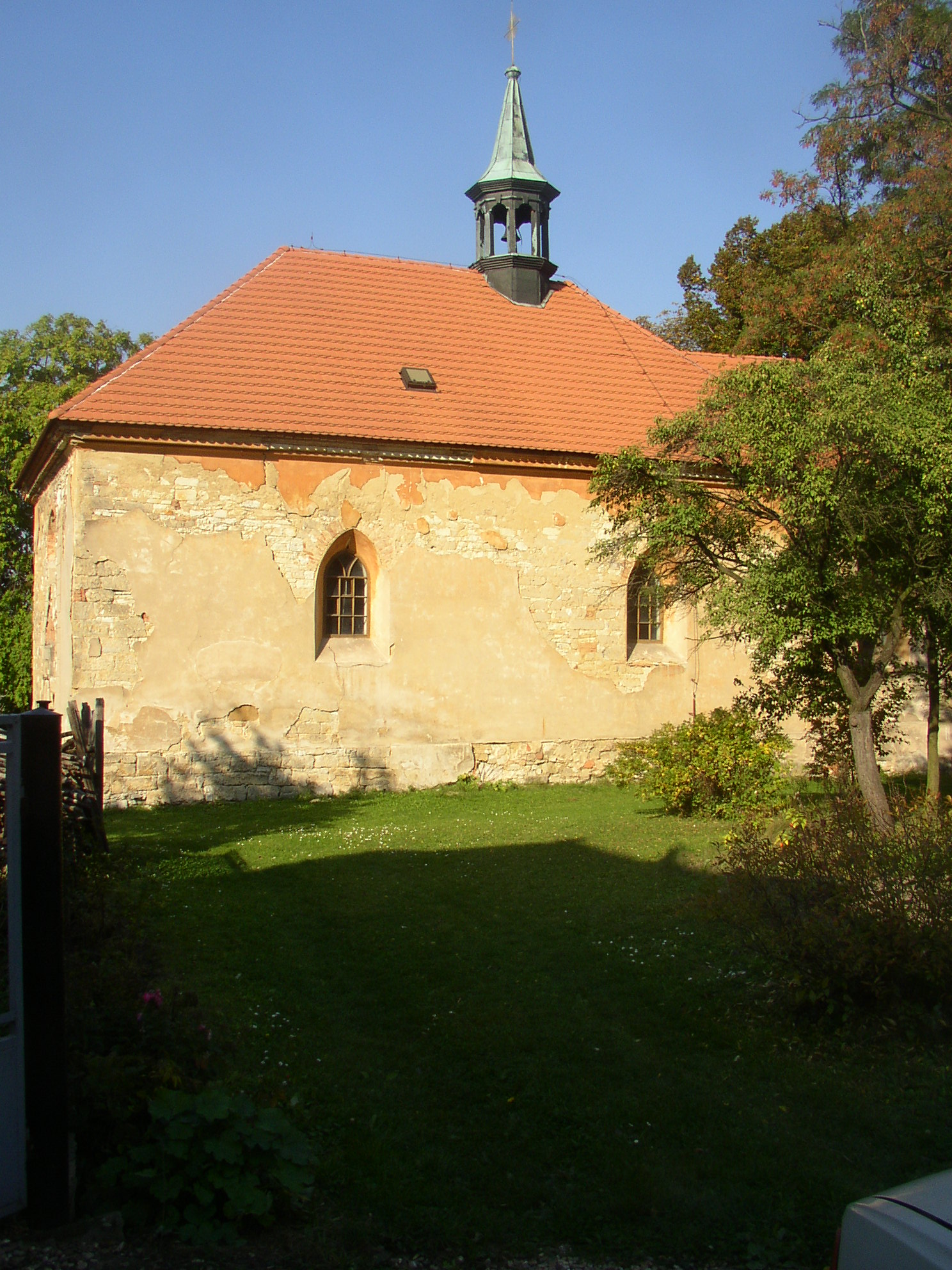
Kostel Všech svatých

- Farní kostelík Všech svatých, jednolodní gotická budova, připomínaná k roku 1384. V roce 1826 prodloužena loď a na severní straně k presbytáři přestavěna sakristie.
- Pozůstatky tvrze v jádru hospodářského dvora čp. 13. Dochovány dva renesanční portálky z 90. let 16. století.
- Kaplička se zvoničkou v místní části Hvězda
- Fara čp. 18
- Přírodní památka Červené dolíky dva kilometry západně od vesnice